# Canton de Vandœuvre-lès-Nancy
Le canton de Vandœuvre-lès-Nancy est une circonscription électorale française située dans le département de Meurthe-et-Moselle et la région Grand Est.

## Histoire
Le canton de Vandœuvre a été créée par le décret du 2 août 1973 réorganisant les quatre cantons de Nancy en huit cantons.
Il a été modifié par décret du 25 janvier 1982 créant le canton de Laxou.
Enfin il a disparu en 1997 lorsqu'il a été décidé de le diviser en deux, entre les cantons de Vandœuvre-lès-Nancy-Est et Vandœuvre-lès-Nancy-Ouest.
Un nouveau découpage territorial de la Meurthe-et-Moselle entre en vigueur en mars 2015, défini par le décret du 13 février 2014, en application des lois du 17 mai 2013 (loi organique 2013-402 et loi 2013-403). Le canton de Vandœuvre-lès-Nancy est recréé à cette occasion.

## Représentation

### Représentation de 1973 à 1998
| Période | Période | Identité         | Étiquette      | Qualité |
| ------- | ------- | ---------------- | -------------- | --- |
| 1973    | 1994    | Richard Pouille  | RI puis UDF-PR | Ingénieur Sénateur (1974-1992) Maire de Vandœuvre-lès-Nancy (1965-1983)                                                    |
| 1994    | 1998    | Pierre Rousselot | PS             | Ingénieur en informatique Maire de Vandœuvre-lès-Nancy (1989-1995) Elu en 1998 dans le Canton de Vandœuvre-lès-Nancy-Ouest |

### Représentation à partir de 2015
| Période élective | Période élective | Mandat | Mandat           | Identité               | Nuance | Nuance | Qualité |
| ---------------- | ---------------- | ------ | ---------------- | ---------------------- | ------ | ------ | --- |
| 2015             | 2021             | 2015   | 2021             | Sylvie Crunchant       |        | PS     | Directrice d'école retraitée |
| 2015             | 2021             | 2015   | 2021             | Stéphane Hablot        |        | PS     | Enseignant Maire de Vandœuvre-lès-Nancy depuis 2008 Ancien conseiller général du Canton de Vandœuvre-lès-Nancy-Est (1998-2015) 10e vice-président délégué à la politique de la ville |
| 2021             | 2028             | 2021   | en cours         | Sylvie Crunchant-Duval |        | PS     | Directrice d'école retraitée, 13ème Vice-Présidente du conseil départemental, déléguée à la culture et à l'enseignement supérieur                                                    |
| 2021             | 2028             | 2021   | 2024 (démission) | Stéphane Hablot        |        | PS     | Député depuis 2024, Maire de Vandœuvre-lès-Nancy depuis 2008 |
| 2021             | 2028             | 2024   | en cours         | Sylvain Thiriet        |        | PS     | Adjoint au maire de Vandœuvre-lès-Nancy |

### Résultats détaillés

#### Élections de mars 2015
À l'issue du 1er tour des élections départementales de 2015, deux binômes sont en ballottage : Sylvie Crunchant et Stéphane Hablot (PS, 49,8 %) et Dominique Renaud et Marc Saint Denis (Union de la Droite, 27,38 %). Le taux de participation est de 45,82 % (7 117 votants sur 15 533 inscrits) contre 48,16 % au niveau départemental et 50,17 % au niveau national.
Au second tour, Sylvie Crunchant et Stéphane Hablot (PS) sont élus avec 62,32 % des suffrages exprimés et un taux de participation de 43,17 % (3 970 voix pour 6 706 votants et 15 533 inscrits).

#### Élections de juin 2021
Le premier tour des élections départementales de 2021 est marqué par un très faible taux de participation (33,26 % au niveau national). Dans le canton de Vandœuvre-lès-Nancy, ce taux de participation est de 25,63 % (3 933 votants sur 15 343 inscrits) contre 29,74 % au niveau départemental. À l'issue de ce premier tour, deux binômes sont en ballottage : Sylvie Crunchant-Duval et Stéphane Hablot (Union à gauche avec des écologistes, 59,89 %) et Marc Saint Denis et Sandrine Thomas (Union au centre et à droite, 23,47 %).
Le second tour des élections est marqué une nouvelle fois par une abstention massive équivalente au premier tour. Les taux de participation sont de 34,36 % au niveau national, 30,76 % dans le département et 26,78 % dans le canton de Vandœuvre-lès-Nancy. Sylvie Crunchant-Duval et Stéphane Hablot (Union à gauche avec des écologistes) sont élus avec 67,5 % des suffrages exprimés (2 654 voix pour 4 110 votants et 15 349 inscrits),,.

## Composition

### Composition de 1973 à 1982
Lors de sa création, le canton est composé de deux communes.
- Vandœuvre-lès-Nancy,
- Villers-lès-Nancy.

### Composition de 1982 à 1997
À la suite du redécoupage de 1982, le canton n'est plus composé que d'une commune.
| Nom                             | Code Insee | Codepostal | Superficie (km2) | Population (dernière pop. légale) | Densité (hab./km2) |
| ------------------------------- | ---------- | ---------- | ---------------- | --------------------------------- | ------------------ |
| Vandœuvre-lès-Nancy (chef-lieu) | 54547      | 54500      | 9,46             | 30 569 (2012)                     | 3 231              |

### Composition depuis 2015
Depuis sa recréation de 2015, le canton est formé d'une commune entière.
| Nom                                         | Code Insee | Intercommunalité         | Superficie (km2) | Population (dernière pop. légale) | Densité (hab./km2) | Modifier                                    |
| ------------------------------------------- | ---------- | ------------------------ | ---------------- | --------------------------------- | ------------------ | ------------------------------------------- |
| Vandœuvre-lès-Nancy (bureau centralisateur) | 54547      | Métropole du Grand Nancy | 9,46             | 29 697 (2022)                     | 3 139              | modifier les données · modifier les données |
| Canton de Vandœuvre-lès-Nancy               | 5422       |                          |                  | 29 697 (2022)                     |                    | modifier les données                        |

## Démographie
En 2022, le canton comptait 29 697 habitants, en évolution de −1,61 % par rapport à 2016 (Meurthe-et-Moselle : −0,13 %, France hors Mayotte : +2,11 %).
| 2013   | 2018   | 2022   |
| ------ | ------ | ------ |
| 29 836 | 30 009 | 29 697 |